# Irani Cup
Der Irani Cup ist ein seit der Saison 1959/60 ausgetragener First-Class-Wettbewerb und wird zwischen dem Gewinner der Ranji Trophy und einer Mannschaft Rest of India, die aus den anderen Mannschaften der vorhergehenden Ranji-Trophy-Saison zusammengestellt wird.

## Geschichte
Der Pokal wurde nach Z. R. Irani benannt, dem Schatzmeister (1928/29–1945/46), Vize-Präsident (1963/64–1964/65) und Präsident (1966/67–1968/69) des indischen Verbandes BCCI. Nachdem er zu Beginn zum Ende der Saison ausgetragen wurde, fand er ab 1964/65 am Beginn derselben statt. 2013 wurde er wieder an das Ende verlegt und so fanden in der Saison 2012/13 einmalig zwei Irani Cups statt.

## Sieger
Von den bisher 54 Ausgaben konnte Rest of India 26 gewinnen, wobei es ein weiteres Remis und einmal Rest of India nicht der Gegner war. Das Team, das am häufigsten den Pokal gegen Rest of India gewinnen konnte, ist Bombay mit 14 Gewinnen.
| - 2019/20 nicht ausgetragen - 2018/19 Vidarbha - 2017/18 Vidarbha - 2016/17 Rest of India - 2015/16 Rest of India - 2014/15 Karnataka - 2013/14 Karnataka - 2012/13 (2) Rest of India - 2012/13 Rest of India - 2011/12 Rest of India - 2010/11 Rest of India - 2009/10 Rest of India - 2008/09 Rest of India - 2007/08 Rest of India - 2006/07 Rest of India - 2005/06 Railways |  | - 2004/05 Rest of India - 2003/04 Rest of India - 2002/03 Railways - 2001/02 Rest of India - 2000/01 Rest of India - 1999/2000 Rest of India - 1998/99 Karnataka - 1997/98 Bombay - 1996/97 Karnataka - 1995/96 Bombay - 1994/95 Bombay - 1993/94 Rest of India - 1992/93 Rest of India - 1991/92 Haryana - 1990/91 Rest of India |  | - 1989/90 Delhi - 1988/89 Tamil Nadu - 1987/88 Hyderabad - 1986/87 Rest of India - 1985/86 Bombay - 1984/85 Rest of India - 1983/84 Karnataka - 1982/83 Rest of India - 1981/82 Bombay - 1980/81 Delhi - 1979/80 nicht ausgetragen - 1978/79 Rest of India - 1977/78 Rest of India - 1976/77 Bombay - 1975/76 Bombay |  | - 1974/75 Karnataka - 1973/74 Rest of India - 1972/73 Bombay - 1971/72 Rest of India - 1970/71 Bombay - 1969/70 Bombay - 1968/69 Rest of India - 1967/68 Bombay - 1966/67 Rest of India - 1965/66 Bombay / Rest of India - 1964/65 nicht ausgetragen - 1963/64 Bombay - 1962/63 Bombay - 1961/62 nicht ausgetragen - 1960/61 nicht ausgetragen - 1959/60 Bombay |